# 共立モジュール
共立モジュール（きょうりつモジュール）とは、共立電子産業が発売している、緑色レーザーダイオードモジュールである。同社では赤色レーザーダイオードモジュールも販売しているが、これが共立モジュールと呼ばれることは少ない。

## 種類
モジュールの種類には、以下のものがある。

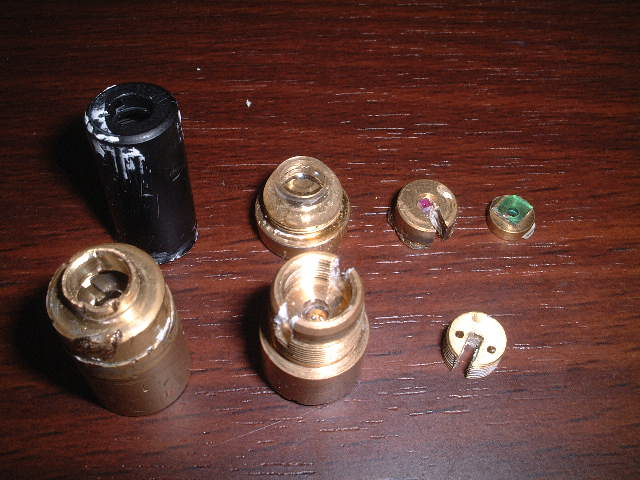
共立モジュール (LD部) 分解。上が黒共立、下が新共立

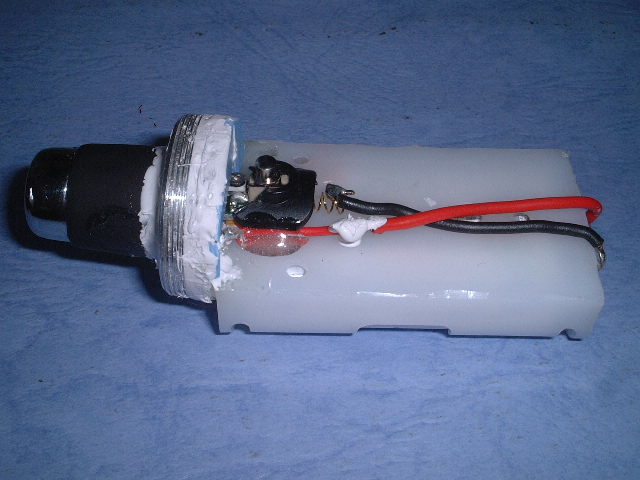
黒共立の最小構成。電源投入のみで使用できる。

- IE-L532-3G-3-P1（通称:新共立）
- TIM-311-G-1（通称:黒共立）

いずれの製品も米Z-BOLTのOEM製品と見られている。普通、日本国内製造の緑色のレーザーポインターは、1mW未満の出力（日本国内では規制により、1mW以上のレーザーポインタを販売できない）で3万～4万円ほどの価格であるのに対し、共立モジュールは3～5mW以下の出力のモジュールは1万円以下と市場と比べると、比較的安価である。また、簡単な改造により20mW～100mWほどの出力を得ることができる。
真鍮製の本体と駆動回路のスプリング部分に3Vの電圧を加え、タクトスイッチを押すことで、レーザーが出力される。

## 緑色レーザーの発振原理
1. 電源が投入されると808nmの赤外線レーザーダイオードが発振される（出力は300～350mw程度）。
2. 赤外線をNd:YVO4結晶に当てる。
3. Nd:YVO4レーザー（1064nm）が発振される。
4. Nd:YVO4結晶に接着されている非線形光学結晶により、第二高調波の532nm（緑色レーザー）が得られる。

なお、漏れた赤外線は赤外線カットフィルターにより除かれる。
新共立・黒共立ともに精密なLDや結晶を使用しているため、温度変化に弱い。
特に新共立は高温に極端に弱く、黒共立は低温に極端に弱い傾向があるため、炎天下や寒冷地での運用に特に注意が必要。黒共立は暖める装置すら必要になる。

## 駆動回路について
- 新共立、黒共立ともに簡単なタクトスイッチが付いているが、接触不良を起こしやすい。実用には付け替えが必要か。

- モジュールでは電流のモニタを行っていると思われる。そのため、過大な電圧がかかると保護回路が働き、消灯する。動作電流はいかなる場合もデータシートの定格400mAを超えてはならない。
- 新共立、黒共立ともに表面実装型の半固定抵抗が付いていて、回ることにより出力が上下する場合がある。ただし回路のスイッチ以外の部分に触ると保証が受けられなくなる。

## 他社の緑モジュール
他に一般で入手できる緑モジュールとしては、秋月電子通商が販売するLM-102-D（秋月グリーン）などがある。どうチューンしても出力は1mw未満と低めだが、専用集積回路が入っているので出力は非常に安定している。
また、基板を用いずに直接駆動させると、黒共立を超える出力がでる場合がある。